# Between 1&2
Between 1&2 es el undécimo EP del grupo femenino surcoreano Twice. Fue lanzado el 26 de agosto de 2022 por JYP Entertainment y distribuido por Dreamus. El álbum contiene siete pistas, incluyendo su sencillo principal titulado «Talk That Talk».

## Antecedentes y lanzamiento
El 16 de mayo de 2022, las cuentas oficiales de Twice publicaron, tras la realización de su concierto en Los Ángeles, California, un misterioso mensaje donde solo anunciaban dos fechas próximas importantes, el 24 de junio y el 26 de agosto de 2022, sin ninguna confirmación adicional, lo que originó una serie de teorías por parte de los fanes y la prensa. Posteriormente se dio a conocer que el 24 de junio correspondía al lanzamiento del debut como solista de Nayeon, miembro de Twice.
El día 2 de julio de 2022, Dahyun, miembro del grupo, anunció en el programa de televisión Show! Music Core que el grupo tendría pronto un regreso musical el presente año, mientras que diez días después, el 12 de julio de 2022, JYP Entertainment hizo de manera oficial el anuncio del lanzamiento del undécimo EP del grupo bajo el título Between 1&2, ha ser lanzado el día 26 de agosto de 2022.

## Lista de canciones
| CD / Descarga digital |                     |                                                            |                                                                                |                                                     |          |  |
| N.º                   | Título              | Letras                                                     | Música                                                                         | Arreglo                                             | Duración |  |
| 1.                    | «Talk That Talk»    | danke (lalala studio)                                      | Lee Woo-min 'collapsedone', MRCH                                               | Lee Woo-min 'collapsedone', MRCH                    | 2:57     |  |
| 2.                    | «Queen of Hearts»   | Greg Bonnick, Hayden Chapman, Paulina Cerrilla, Kyler Niko | Greg Bonnick, Hayden Chapman, Paulina Cerrilla, Kyler Niko                     | LDN Noise                                           | 3:06     |  |
| 3.                    | «Basics»            | Chaeyoung                                                  | Barry Cohen, Gray Trainer, Kelsey Klingensmith, Musikality                     | Gingerbread, Gray Trainer                           | 2:56     |  |
| 4.                    | «Trouble»           | Jihyo                                                      | Jihyo, earattack, chAN's, Justin Reinstein, JJean, Darm                        | earattack, chAN's, Darm                             | 3:35     |  |
| 5.                    | «Brave»             | Lee Seu Ran, Cho Yoon kyung, Slow Rabbit, Noh Joo Hwan     | Slow Rabbit, Melanie Fontana, Lindgren, Louise Frick                           | Slow Rabbit                                         | 3:09     |  |
| 6.                    | «Gone»              | Dahyun                                                     | Natalie Dunn, Ella McMahon, Shakka Philip, Yannick, Rastogi, Zacharie, Raymond | Banx & Ranx                                         | 3:15     |  |
| 7.                    | «When We Were Kids» | Dahyun                                                     | Christian Fast, Johannes Willinder, Malin Johansson                            | Christian Fast, Johannes Willinder, Malin Johansson | 3:09     |  |
| 22:07                 |                     |                                                            |                                                                                |                                                     |          |  |

## Historial de lanzamiento
| País          | Fecha                | Formato                         | Discográfica               |
| ------------- | -------------------- | ------------------------------- | -------------------------- |
| Corea del Sur | 26 de agosto de 2022 | CD, descarga digital, streaming | JYP Entertainment, Dreamus |